# بوليمير فلوري

متعدد رباعي فلورو الإيثيلين هو الاسم العلمي لبوليمير التيفلون المعروف.

البوليمير الفلوري (أو مبلمر فلوري أو فلوروبوليمير) هو بوليمير أساسه من فلوروكربون بحيث يحوي على العديد من روابط كربون-فلور C-F القوية، والتي تحل محل الهيدروجين في البوليميرات العضوية المعروفة.
تتميز البوليميرات الفلورية بأنها مقاومة للمذيبات وذات ثباتية جيدة تجاه الأحماض والقواعد؛ بالمقابل فإن خصائصها الميكانيكية ليست مميزة بشكل كبير. أشهر البوليميرات الفلورية هو متعدد رباعي فلورو الإيثيلين المعروف بالاسم التجاري تيفلون. يمكن القيام بعملية اشتقاق من هذا البوليمير الأساسي بإجراء بلمرة مشتركة له مع مركبات أخرى للحصول على بوليميرات فلورية ذات خصائص مميزة مثل النافيون.

## أمثلة
من أمثلة البوليميرات الفلورية:
- متعدد رباعي فلورو الإيثيلين PTFE
- فلوريد متعدد الفاينيل PVF
- ثنائي فلوريد متعدد الفينيليدين PVDF
- إيثيلين رباعي فلورو الإيثيلين ETFE

## اقرأ أيضاً
- بوليمير